# Gerečja vas
Gerečja vas is een plaats in Slovenië en maakt deel uit van de gemeente Hajdina in de NUTS-3-regio Podravska. De plaats telde 558 inwoners op 1 januari 2020.